# فهرست کشورها بر پایه نسبت تولید ناخالص داخلی به دی‌اکسید کربن
این فهرست کشورها، بر پایه نسبت تولید ناخالص داخلی، (GDP) به تولید کربن دی‌اکسید است. این داده‌ها بر اساس تولید ناخالص داخلی در سال ۲۰۰۶ توسط صندوق بین‌المللی پول و دادهٔ انتشار دی‌اکسید کربن در سال ۲۰۰۶، توسط CDIAC سازمان ملل متحد موجود می‌باشد.
توجه داشته باشید که کشورهایی که در فهرست بالا قرار دارند، مؤثر هستند. این کشورها، تولید و خروجی بیشتر اقتصادی را با حداقل تولید گازهای گل‌خانه‌ای دارند؛ و کشورهای که در پایین لیست قرار دارند، بدترین آلاینده‌ها را به ازای تولید هر واحد اقتصادی دارند.
| کشور                   | انتشار سالانه CO۲ (در هزاران تن) | تولید ناخالص داخلی فعلی، (میلیارد دلار آمریکا) | تولید ناخالص داخلی بر پایه میزان انتشار (به دلار آمریکا در هر تن) | تولید ناخالص داخلی (PPP، در میلیارد دلار فعلی) | تولید ناخالص داخلی PPP در میزان انتشار (به دلار در هر تن) |
| چاد                    | ۳۹۶                              | ۶٫۳۱                                           | ۱۵٬۹۲۴                                                            | ۱۵٫۴۰                                          | ۳۸٬۸۸۱                                                    |
| افغانستان              | ۶۹۷                              | ۷٫۷۲                                           | ۱۱٬۰۸۰                                                            | ۱۷٫۵۶                                          | ۲۵٬۱۸۷                                                    |
| مالی                   | ۵۶۸                              | ۶٫۱۳                                           | ۱۰٬۷۸۹                                                            | ۱۳٫۱۰                                          | ۲۳٬۰۵۵                                                    |
| سوئیس                  | ۴۱٬۸۲۶                           | ۳۸۸٫۶۸                                         | ۹٬۲۹۳                                                             | ۲۸۳٫۸۴                                         | ۶٬۷۸۶                                                     |
| نروژ                   | ۴۰٬۲۲۰                           | ۳۳۷٫۰۹                                         | ۸٬۳۸۱                                                             | ۲۳۲٫۳۷                                         | ۵٬۷۷۸                                                     |
| سوئد                   | ۵۰٬۸۷۵                           | ۳۹۳٫۷۶                                         | ۷٬۷۴۰                                                             | ۳۱۸٫۴۲                                         | ۶٬۲۵۹                                                     |
| ایسلند                 | ۲٬۲۱۵                            | ۱۶٫۶۹                                          | ۷٬۵۳۴                                                             | ۱۱٫۴۰                                          | ۵٬۱۴۷                                                     |
| بورکینافاسو            | ۷۸۸                              | ۵٫۷۸                                           | ۷٬۳۳۱                                                             | ۱۵٫۵۷                                          | ۱۹٬۷۶۰                                                    |
| فرانسه                 | ۳۸۳٬۱۴۸                          | ۲٬۲۷۱٫۲۸                                       | ۵٬۹۲۸                                                             | ۱٬۹۷۴٫۳۹                                       | ۵٬۱۵۳                                                     |
| جمهوری آفریقای مرکزی   | ۲۴۹                              | ۱٫۴۸                                           | ۵٬۹۲۴                                                             | ۲٫۸۹                                           | ۱۱٬۶۱۸                                                    |
| جمهوری کنگو            | ۱٬۴۶۳                            | ۷٫۷۴                                           | ۵٬۲۸۹                                                             | ۱۳٫۱۰                                          | ۸٬۹۵۴                                                     |
| جمهوری ایرلند          | ۴۳٬۸۰۶                           | ۲۲۲٫۶۱                                         | ۵٬۰۸۲                                                             | ۱۷۳٫۰۱                                         | ۳٬۹۴۹                                                     |
| دانمارک                | ۵۳٬۹۴۴                           | ۲۷۴٫۱۱                                         | ۵٬۰۸۱                                                             | ۱۹۳٫۵۴                                         | ۳٬۵۸۸                                                     |
| کامرون                 | ۳٬۶۴۵                            | ۱۷٫۹۶                                          | ۴٬۹۲۶                                                             | ۳۷٫۱۴                                          | ۱۰٬۱۸۹                                                    |
| هنگ کنگ                | ۳۹٬۰۳۹                           | ۱۸۹٫۹۳                                         | ۴٬۸۶۵                                                             | ۲۶۸٫۵۳                                         | ۶٬۸۷۸                                                     |
| بوروندی                | ۱۹۸                              | ۰٫۹۲                                           | ۴٬۶۴۱                                                             | ۲٫۷۲                                           | ۱۳٬۷۵۸                                                    |
| گابن                   | ۲٬۰۵۷                            | ۹٫۵۵                                           | ۴٬۶۴۱                                                             | ۱۸٫۶۳                                          | ۹٬۰۵۷                                                     |
| کومور                  | ۸۸                               | ۰٫۴۰                                           | ۴٬۵۹۱                                                             | ۰٫۷۱                                           | ۸٬۰۳۴                                                     |
| وانواتو                | ۹۲                               | ۰٫۴۲                                           | ۴٬۵۲۲                                                             | ۰٫۸۳                                           | ۹٬۰۶۵                                                     |
| اتریش                  | ۷۱٬۸۳۴                           | ۳۲۳٫۰۷                                         | ۴٬۴۹۷                                                             | ۲۹۸٫۵۷                                         | ۴٬۱۵۶                                                     |
| زامبیا                 | ۲٬۴۷۱                            | ۱۰٫۸۹                                          | ۴٬۴۰۸                                                             | ۱۴٫۷۴                                          | ۵٬۹۶۵                                                     |
| بریتانیا               | ۵۶۸٬۵۲۰                          | ۲٬۴۳۵٫۷۰                                       | ۴٬۲۸۴                                                             | ۲٬۰۴۸٫۹۹                                       | ۳٬۶۰۴                                                     |
| آنگولا                 | ۱۰٬۵۸۲                           | ۴۵٫۱۷                                          | ۴٬۲۶۸                                                             | ۷۳٫۴۵                                          | ۶٬۹۴۱                                                     |
| هلند                   | ۱۶۸٬۵۱۳                          | ۶۷۷٫۹۶                                         | ۴٬۰۲۳                                                             | ۶۰۹٫۸۷                                         | ۳٬۶۱۹                                                     |
| جمهوری دموکراتیک کنگو  | ۲٬۲۰۰                            | ۸٫۷۹                                           | ۳٬۹۹۳                                                             | ۱۷٫۴۳                                          | ۷٬۹۲۴                                                     |
| ایتالیا                | ۴۷۴٬۱۴۸                          | ۱٬۸۶۵٫۱۱                                       | ۳٬۹۳۴                                                             | ۱٬۷۲۰٫۶۴                                       | ۳٬۶۲۹                                                     |
| کیپ ورد                | ۳۰۸                              | ۱٫۲۰                                           | ۳٬۹۰۶                                                             | ۱٫۴۷                                           | ۴٬۷۷۶                                                     |
| نیجر                   | ۹۳۵                              | ۳٫۶۵                                           | ۳٬۹۰۳                                                             | ۸٫۵۶                                           | ۹٬۱۵۷                                                     |
| لوکزامبورگ             | ۱۱٬۲۷۷                           | ۴۲٫۵۹                                          | ۳٬۷۷۷                                                             | ۳۶٫۰۲                                          | ۳٬۱۹۴                                                     |
| بلژیک                  | ۱۰۷٬۱۹۹                          | ۴۰۰٫۳۰                                         | ۳٬۷۳۴                                                             | ۳۵۸٫۰۲                                         | ۳٬۳۴۰                                                     |
| اتحادیه اروپا          | ۳٬۹۰۸٬۶۶۲                        | ۱۴٬۵۱۰٫۸۲                                      | ۳٬۷۱۲                                                             | ۱۳٬۶۴۱٫۲۲                                      | ۳٬۴۹۰                                                     |
| کیریباتی               | ۲۹                               | ۰٫۱۱                                           | ۳٬۶۹۰                                                             | ۰٫۵۶                                           | ۱۹٬۴۴۸                                                    |
| اوگاندا                | ۲٬۷۰۶                            | ۹٫۹۶                                           | ۳٬۶۸۰                                                             | ۲۹٫۵۸                                          | ۱۰٬۹۳۰                                                    |
| آلمان                  | ۸۰۵٬۰۹۰                          | ۲٬۹۱۴٫۹۹                                       | ۳٬۶۲۱                                                             | ۲٬۶۷۱٫۴۵                                       | ۳٬۳۱۸                                                     |
| سنت کیتس و نویس        | ۱۳۶                              | ۰٫۴۹                                           | ۳٬۵۸۸                                                             | ۰٫۶۸                                           | ۴٬۹۶۳                                                     |
| رواندا                 | ۷۹۶                              | ۲٫۸۳                                           | ۳٬۵۵۹                                                             | ۷٫۹۳                                           | ۹٬۹۶۰                                                     |
| موزامبیک               | ۲٬۰۳۹                            | ۷٫۲۱                                           | ۳٬۵۳۸                                                             | ۱۵٫۶۰                                          | ۷٬۶۵۱                                                     |
| اسپانیا                | ۳۵۲٬۲۳۵                          | ۱٬۲۳۳٫۴۳                                       | ۳٬۵۰۲                                                             | ۱٬۲۶۹٫۵۷                                       | ۳٬۶۰۴                                                     |
| نیوزیلند               | ۳۰٬۴۸۸                           | ۱۰۵٫۹۷                                         | ۳٬۴۷۶                                                             | ۱۰۶٫۵۹                                         | ۳٬۴۹۶                                                     |
| ژاپن                   | ۱٬۲۹۳٬۴۰۹                        | ۴٬۳۶۳٫۶۳                                       | ۳٬۳۷۴                                                             | ۴٬۰۷۹٫۱۴                                       | ۳٬۱۵۴                                                     |
| سودان                  | ۱۰٬۸۱۳                           | ۳۶٫۴۰                                          | ۳٬۳۶۶                                                             | ۷۱٫۱۷                                          | ۶٬۵۸۱                                                     |
| پرتغال                 | ۶۰٬۰۰۱                           | ۱۹۵٫۱۹                                         | ۳٬۲۵۳                                                             | ۲۲۰٫۵۷                                         | ۳٬۶۷۶                                                     |
| باهاما                 | ۲٬۱۳۸                            | ۶٫۸۸                                           | ۳٬۲۱۶                                                             | ۸٫۶۷                                           | ۴٬۰۵۳                                                     |
| فنلاند                 | ۶۶٬۶۹۳                           | ۲۰۹٫۷۱                                         | ۳٬۱۴۴                                                             | ۱۷۲٫۹۸                                         | ۲٬۵۹۴                                                     |
| برزیل                  | ۳۵۲٬۵۲۴                          | ۱٬۰۸۹٫۳۰                                       | ۳٬۰۹۰                                                             | ۱٬۷۰۰٫۵۷                                       | ۴٬۸۲۴                                                     |
| مالاوی                 | ۱٬۰۴۹                            | ۳٫۱۵                                           | ۲٬۹۹۸                                                             | ۹٫۱۱                                           | ۸٬۶۸۵                                                     |
| اروگوئه                | ۶٬۸۶۴                            | ۲۰٫۰۰                                          | ۲٬۹۱۴                                                             | ۳۴٫۶۰                                          | ۵٬۰۴۱                                                     |
| السالوادور             | ۶٬۴۶۱                            | ۱۸٫۶۵                                          | ۲٬۸۸۷                                                             | ۳۸٫۷۹                                          | ۶٬۰۰۴                                                     |
| کاستاریکا              | ۷٬۸۵۴                            | ۲۲٫۵۳                                          | ۲٬۸۶۸                                                             | ۴۱٫۸۶                                          | ۵٬۳۳۰                                                     |
| نامیبیا                | ۲٬۸۳۱                            | ۷٫۹۸                                           | ۲٬۸۱۹                                                             | ۱۱٫۹۸                                          | ۴٬۲۳۰                                                     |
| نپال                   | ۳٬۲۴۱                            | ۹٫۰۳                                           | ۲٬۷۸۷                                                             | ۲۷٫۸۶                                          | ۸٬۵۹۵                                                     |
| یونان                  | ۹۶٬۳۸۲                           | ۲۶۷٫۷۱                                         | ۲٬۷۷۸                                                             | ۳۰۳٫۶۰                                         | ۳٬۱۵۰                                                     |
| ساموآ                  | ۱۵۸                              | ۰٫۴۳                                           | ۲٬۷۴۷                                                             | ۰٫۹۵                                           | ۵٬۹۸۷                                                     |
| دومینیکا               | ۱۱۷                              | ۰٫۳۲                                           | ۲٬۷۰۹                                                             | ۰٫۶۶                                           | ۵٬۶۳۲                                                     |
| لتونی                  | ۷٬۴۶۲                            | ۱۹٫۹۴                                          | ۲٬۶۷۲                                                             | ۳۵٫۲۲                                          | ۴٬۷۲۰                                                     |
| تانزانیا               | ۵٬۳۷۲                            | ۱۴٫۳۵                                          | ۲٬۶۷۱                                                             | ۴۴٫۴۶                                          | ۸٬۲۷۶                                                     |
| هائیتی                 | ۱٬۸۱۱                            | ۴٫۸۴                                           | ۲٬۶۷۰                                                             | ۱۰٫۵۲                                          | ۵٬۸۰۹                                                     |
| پاناما                 | ۶٬۴۲۸                            | ۱۷٫۱۳                                          | ۲٬۶۶۶                                                             | ۳۰٫۲۱                                          | ۴٬۷۰۰                                                     |
| اسواتینی               | ۱٬۰۱۶                            | ۲٫۶۷                                           | ۲٬۶۲۹                                                             | ۵٫۱۸                                           | ۵٬۰۹۵                                                     |
| گواتمالا               | ۱۱٬۷۶۶                           | ۳۰٫۲۶                                          | ۲٬۵۷۲                                                             | ۵۷٫۷۷                                          | ۴٬۹۱۰                                                     |
| اسلوونی                | ۱۵٬۱۷۳                           | ۳۸٫۹۴                                          | ۲٬۵۶۶                                                             | ۵۱٫۱۴                                          | ۳٬۳۷۰                                                     |
| کلمبیا                 | ۶۳٬۴۲۲                           | ۱۶۲٫۵۰                                         | ۲٬۵۶۲                                                             | ۳۴۲٫۷۷                                         | ۵٬۴۰۵                                                     |
| مالت                   | ۲٬۵۴۸                            | ۶٫۴۴                                           | ۲٬۵۲۸                                                             | ۸٫۸۸                                           | ۳٬۴۸۵                                                     |
| ساحل عاج               | ۶٬۸۸۲                            | ۱۷٫۳۸                                          | ۲٬۵۲۶                                                             | ۳۱٫۲۲                                          | ۴٬۵۳۶                                                     |
| اتیوپی                 | ۶٬۰۰۶                            | ۱۵٫۱۷                                          | ۲٬۵۲۵                                                             | ۵۴٫۳۹                                          | ۹٬۰۵۵                                                     |
| سنت لوسیا              | ۳۶۷                              | ۰٫۹۳                                           | ۲٬۵۲۰                                                             | ۱٫۶۹                                           | ۴٬۶۱۶                                                     |
| سنت وینسنت و گرنادین‌ها | ۱۹۸                              | ۰٫۵۰                                           | ۲٬۵۱۵                                                             | ۰٫۹۶                                           | ۴٬۸۴۳                                                     |
| سنگاپور                | ۵۶٬۲۱۷                           | ۱۳۹٫۱۸                                         | ۲٬۴۷۶                                                             | ۲۰۸٫۷۵                                         | ۳٬۷۱۳                                                     |
| لائوس                  | ۱٬۴۲۶                            | ۳٫۵۱                                           | ۲٬۴۵۹                                                             | ۱۱٫۴۱                                          | ۸٬۰۰۰                                                     |
| بوتان (کشور)           | ۳۸۱                              | ۰٫۹۳                                           | ۲٬۴۴۴                                                             | ۲٫۶۱                                           | ۶٬۸۵۰                                                     |
| شیلی                   | ۶۰٬۱۰۰                           | ۱۴۶٫۷۶                                         | ۲٬۴۴۲                                                             | ۲۱۴٫۴۱                                         | ۳٬۵۶۸                                                     |
| پرو                    | ۳۸٬۶۴۳                           | ۹۲٫۳۱                                          | ۲٬۳۸۹                                                             | ۱۹۵٫۹۹                                         | ۵٬۰۷۲                                                     |
| باربادوس               | ۱٬۳۳۸                            | ۳٫۱۹                                           | ۲٬۳۸۵                                                             | ۴٫۸۰                                           | ۳٬۵۹۰                                                     |
| سری‌لانکا               | ۱۱٬۸۷۶                           | ۲۸٫۲۸                                          | ۲٬۳۸۱                                                             | ۷۷٫۵۱                                          | ۶٬۵۲۶                                                     |
| بوتسوانا               | ۴٬۷۷۰                            | ۱۱٫۳۰                                          | ۲٬۳۶۹                                                             | ۲۳٫۵۱                                          | ۴٬۹۲۹                                                     |
| آنتیگوآ و باربودا      | ۴۲۵                              | ۱٫۰۱                                           | ۲٬۳۶۷                                                             | ۱٫۴۱                                           | ۳٬۳۱۵                                                     |
| قبرس                   | ۷٬۷۸۸                            | ۱۸٫۴۳                                          | ۲٬۳۶۶                                                             | ۱۹٫۹۹                                          | ۲٬۵۶۶                                                     |
| کانادا                 | ۵۴۴٬۶۸۰                          | ۱٬۲۷۸٫۹۷                                       | ۲٬۳۴۸                                                             | ۱٬۲۰۳٫۷۴                                       | ۲٬۲۱۰                                                     |
| گرنادا                 | ۲۴۲                              | ۰٫۵۶                                           | ۲٬۳۳۱                                                             | ۱٫۰۵                                           | ۴٬۳۳۱                                                     |
| پاراگوئه               | ۳٬۹۸۶                            | ۹٫۲۸                                           | ۲٬۳۲۷                                                             | ۲۴٫۸۱                                          | ۶٬۲۲۴                                                     |
| ایالات متحده آمریکا    | ۵٬۷۵۲٬۲۸۹                        | ۱۳٬۱۷۸٫۳۵                                      | ۲٬۲۹۱                                                             | ۱۳٬۱۷۸٫۳۵                                      | ۲٬۲۹۱                                                     |
| گینه استوایی           | ۴٬۳۵۶                            | ۹٫۶۰                                           | ۲٬۲۰۵                                                             | ۱۵٫۷۶                                          | ۳٬۶۱۸                                                     |
| سنگال                  | ۴٬۲۶۱                            | ۹٫۳۷                                           | ۲٬۱۹۸                                                             | ۱۹٫۳۰                                          | ۴٬۵۲۹                                                     |
| اریتره                 | ۵۵۴                              | ۱٫۲۱                                           | ۲٬۱۸۶                                                             | ۳٫۴۸                                           | ۶٬۲۸۳                                                     |
| مکزیک                  | ۴۳۶٬۱۵۰                          | ۹۵۲٫۳۴                                         | ۲٬۱۸۴                                                             | ۱٬۴۰۸٫۸۱                                       | ۳٬۲۳۰                                                     |
| گینه                   | ۱٬۳۶۰                            | ۲٫۹۰                                           | ۲٬۱۳۵                                                             | ۹٫۲۹                                           | ۶٬۸۲۹                                                     |
| لیتوانی                | ۱۴٬۱۹۰                           | ۳۰٫۰۸                                          | ۲٬۱۲۰                                                             | ۵۴٫۰۴                                          | ۳٬۸۰۸                                                     |
| آلبانی                 | ۴٬۳۰۱                            | ۹٫۱۱                                           | ۲٬۱۱۹                                                             | ۱۸٫۳۴                                          | ۴٬۲۶۴                                                     |
| کرواسی                 | ۲۳٬۶۸۳                           | ۴۹٫۰۴                                          | ۲٬۰۷۱                                                             | ۷۲٫۶۳                                          | ۳٬۰۶۷                                                     |
| اسرائیل                | ۷۰٬۴۴۰                           | ۱۴۳٫۹۸                                         | ۲٬۰۴۴                                                             | ۱۷۴٫۶۱                                         | ۲٬۴۷۹                                                     |
| استرالیا               | ۳۷۲٬۰۱۳                          | ۷۵۵٫۲۱                                         | ۲٬۰۳۰                                                             | ۷۱۳٫۹۶                                         | ۱٬۹۱۹                                                     |
| کره جنوبی              | ۴۷۵٬۲۴۸                          | ۹۵۲٫۰۳                                         | ۲٬۰۰۳                                                             | ۱٬۱۹۰٫۷۰                                       | ۲٬۵۰۵                                                     |
| فیجی                   | ۱٬۶۱۰                            | ۳٫۱۷                                           | ۱٬۹۶۷                                                             | ۳٫۷۴                                           | ۲٬۳۲۰                                                     |
| ترکیه                  | ۲۶۹٬۴۵۲                          | ۵۲۹٫۱۹                                         | ۱٬۹۶۴                                                             | ۸۲۴٫۵۸                                         | ۳٬۰۶۰                                                     |
| مجارستان               | ۵۷٬۶۴۴                           | ۱۱۳٫۰۵                                         | ۱٬۹۶۱                                                             | ۱۸۳٫۸۴                                         | ۳٬۱۸۹                                                     |
| ماداگاسکار             | ۲٬۸۳۴                            | ۵٫۵۲                                           | ۱٬۹۴۷                                                             | ۱۶٫۸۴                                          | ۵٬۹۴۳                                                     |
| برونئی                 | ۵٬۹۱۱                            | ۱۱٫۴۷                                          | ۱٬۹۴۰                                                             | ۱۸٫۹۳                                          | ۳٬۲۰۳                                                     |
| تیمور شرقی             | ۱۷۶                              | ۰٫۳۳                                           | ۱٬۸۵۸                                                             | ۱٫۹۶                                           | ۱۱٬۱۵۳                                                    |
| جزایر سلیمان           | ۱۸۰                              | ۰٫۳۳                                           | ۱٬۸۵۶                                                             | ۰٫۸۶                                           | ۴٬۷۸۹                                                     |
| کنیا                   | ۱۲٬۱۵۱                           | ۲۲٫۵۲                                          | ۱٬۸۵۳                                                             | ۵۲٫۷۴                                          | ۴٬۳۴۰                                                     |
| توگو                   | ۱٬۲۲۱                            | ۲٫۲۲                                           | ۱٬۸۱۸                                                             | ۴٫۹۶                                           | ۴٬۰۶۶                                                     |
| تونگا                  | ۱۳۲                              | ۰٫۲۴                                           | ۱٬۷۸۸                                                             | ۰٫۵۴                                           | ۴٬۰۷۶                                                     |
| کامبوج                 | ۴٬۰۷۴                            | ۷٫۲۶                                           | ۱٬۷۸۳                                                             | ۲۳٫۰۳                                          | ۵٬۶۵۳                                                     |
| جمهوری دومینیکن        | ۲۰٬۳۵۷                           | ۳۵٫۲۸                                          | ۱٬۷۳۳                                                             | ۶۳٫۹۴                                          | ۳٬۱۴۱                                                     |
| فیلیپین                | ۶۸٬۳۲۸                           | ۱۱۷٫۵۷                                         | ۱٬۷۲۱                                                             | ۲۷۲٫۲۵                                         | ۳٬۹۸۴                                                     |
| بولیوی                 | ۶٬۹۷۳                            | ۱۱٫۵۳                                          | ۱٬۶۵۳                                                             | ۳۷٫۳۷                                          | ۵٬۳۵۹                                                     |
| موریس                  | ۳٬۸۵۰                            | ۶٫۳۲                                           | ۱٬۶۴۱                                                             | ۱۳٫۰۹                                          | ۳٬۳۹۹                                                     |
| موریتانی               | ۱٬۶۶۵                            | ۲٫۷۰                                           | ۱٬۶۲۱                                                             | ۵٫۷۴                                           | ۳٬۴۴۸                                                     |
| جیبوتی                 | ۴۸۸                              | ۰٫۷۷                                           | ۱٬۵۷۶                                                             | ۱٫۶۱                                           | ۳٬۲۹۷                                                     |
| بنگلادش                | ۴۱٬۶۰۹                           | ۶۵٫۲۰                                          | ۱٬۵۶۷                                                             | ۱۹۰٫۹۳                                         | ۴٬۵۸۹                                                     |
| بنین                   | ۳٬۱۰۹                            | ۴٫۷۴                                           | ۱٬۵۲۴                                                             | ۱۱٫۲۹                                          | ۳٬۶۳۱                                                     |
| گامبیا                 | ۳۳۴                              | ۰٫۵۱                                           | ۱٬۵۲۱                                                             | ۱٫۹۲                                           | ۵٬۷۴۳                                                     |
| نیجریه                 | ۹۷٬۲۶۲                           | ۱۴۶٫۸۹                                         | ۱٬۵۱۰                                                             | ۲۶۸٫۲۱                                         | ۲٬۷۵۸                                                     |
| هندوراس                | ۷٬۱۹۴                            | ۱۰٫۸۴                                          | ۱٬۵۰۷                                                             | ۲۸٫۲۰                                          | ۳٬۹۲۰                                                     |
| اسلواکی                | ۳۷٬۴۵۹                           | ۵۶٫۰۰                                          | ۱٬۴۹۵                                                             | ۹۶٫۷۶                                          | ۲٬۵۸۳                                                     |
| بلیز                   | ۸۱۸                              | ۱٫۲۱                                           | ۱٬۴۸۳                                                             | ۲٫۳۱                                           | ۲٬۸۲۳                                                     |
| لبنان                  | ۱۵٬۳۳۰                           | ۲۲٫۴۴                                          | ۱٬۴۶۴                                                             | ۴۰٫۴۶                                          | ۲٬۶۳۹                                                     |
| ارمنستان               | ۴٬۳۷۱                            | ۶٫۳۸                                           | ۱٬۴۶۱                                                             | ۱۴٫۶۸                                          | ۳٬۳۵۷                                                     |
| مراکش                  | ۴۵٬۳۱۶                           | ۶۵٫۶۴                                          | ۱٬۴۴۸                                                             | ۱۲۰٫۳۲                                         | ۲٬۶۵۵                                                     |
| میانمار                | ۱۰٬۰۲۵                           | ۱۴٫۵۰                                          | ۱٬۴۴۷                                                             | ۵۵٫۵۵                                          | ۵٬۵۴۱                                                     |
| سیرالئون               | ۹۹۴                              | ۱٫۴۲                                           | ۱٬۴۳۳                                                             | ۳٫۶۲                                           | ۳٬۶۴۴                                                     |
| گرجستان                | ۵٬۵۱۸                            | ۷٫۷۷                                           | ۱٬۴۰۸                                                             | ۱۷٫۷۷                                          | ۳٬۲۲۱                                                     |
| غنا                    | ۹٬۲۴۰                            | ۱۲٫۷۳                                          | ۱٬۳۷۸                                                             | ۲۸٫۷۲                                          | ۳٬۱۰۸                                                     |
| تونس                   | ۲۳٬۱۲۶                           | ۳۱٫۱۱                                          | ۱٬۳۴۵                                                             | ۷۰٫۵۷                                          | ۳٬۰۵۲                                                     |
| اکوادور                | ۳۱٬۳۲۸                           | ۴۱٫۴۰                                          | ۱٬۳۲۲                                                             | ۹۴٫۴۸                                          | ۳٬۰۱۶                                                     |
| سیشل                   | ۷۴۴                              | ۰٫۹۷                                           | ۱٬۳۰۱                                                             | ۱٫۶۱                                           | ۲٬۱۵۷                                                     |
| رومانی                 | ۹۸٬۴۹۰                           | ۱۲۲٫۷۰                                         | ۱٬۲۴۶                                                             | ۲۲۶٫۵۱                                         | ۲٬۳۰۰                                                     |
| قطر                    | ۴۶٬۱۹۳                           | ۵۶٫۹۲                                          | ۱٬۲۳۲                                                             | ۶۶٫۹۰                                          | ۱٬۴۴۸                                                     |
| آرژانتین               | ۱۷۳٬۵۳۶                          | ۲۱۲٫۷۱                                         | ۱٬۲۲۶                                                             | ۴۶۹٫۷۵                                         | ۲٬۷۰۷                                                     |
| جمهوری چک              | ۱۱۶٬۹۹۱                          | ۱۴۲٫۳۱                                         | ۱٬۲۱۶                                                             | ۲۲۸٫۴۸                                         | ۱٬۹۵۳                                                     |
| نیکاراگوئه             | ۴٬۳۳۴                            | ۵٫۲۶                                           | ۱٬۲۱۵                                                             | ۱۴٫۹۳                                          | ۳٬۴۴۴                                                     |
| سائوتومه و پرنسیپ      | ۱۰۳                              | ۰٫۱۳                                           | ۱٬۲۱۴                                                             | ۰٫۲۴                                           | ۲٬۳۱۱                                                     |
| پاپوآ گینه نو          | ۴٬۶۲۰                            | ۵٫۶۱                                           | ۱٬۲۱۳                                                             | ۱۰٫۹۱                                          | ۲٬۳۶۱                                                     |
| امارات متحده عربی      | ۱۳۹٬۵۵۳                          | ۱۶۴٫۱۷                                         | ۱٬۱۷۶                                                             | ۱۵۴٫۳۵                                         | ۱٬۱۰۶                                                     |
| کویت                   | ۸۶٬۵۹۹                           | ۱۰۱٫۵۶                                         | ۱٬۱۷۳                                                             | ۱۱۹٫۹۶                                         | ۱٬۳۸۵                                                     |
| گینه بیسائو            | ۲۷۹                              | ۰٫۳۲                                           | ۱٬۱۳۶                                                             | ۰٫۷۶                                           | ۲٬۷۲۴                                                     |
| اندونزی                | ۳۳۳٬۴۸۳                          | ۳۶۴٫۳۵                                         | ۱٬۰۹۳                                                             | ۷۶۷٫۹۲                                         | ۲٬۳۰۳                                                     |
| ونزوئلا                | ۱۷۱٬۵۹۳                          | ۱۸۴٫۲۵                                         | ۱٬۰۷۴                                                             | ۳۰۰٫۸۰                                         | ۱٬۷۵۳                                                     |
| لهستان                 | ۳۱۸٬۲۱۹                          | ۳۴۱٫۶۷                                         | ۱٬۰۷۴                                                             | ۵۶۷٫۹۴                                         | ۱٬۷۸۵                                                     |
| مالدیو                 | ۸۶۹                              | ۰٫۹۲                                           | ۱٬۰۵۳                                                             | ۱٫۴۴                                           | ۱٬۶۵۴                                                     |
| لیبی                   | ۵۵٬۴۹۵                           | ۵۵٫۰۸                                          | ۹۹۲                                                               | ۷۵٫۴۷                                          | ۱٬۳۶۰                                                     |
| جامائیکا               | ۱۲٬۱۵۱                           | ۱۱٫۴۵                                          | ۹۴۲                                                               | ۱۹٫۹۳                                          | ۱٬۶۴۰                                                     |
| استونی                 | ۱۷٬۵۲۳                           | ۱۶٫۴۵                                          | ۹۳۹                                                               | ۲۵٫۳۱                                          | ۱٬۴۴۴                                                     |
| عربستان سعودی          | ۳۸۱٬۵۶۴                          | ۳۵۶٫۶۳                                         | ۹۳۵                                                               | ۵۲۲٫۱۲                                         | ۱٬۳۶۸                                                     |
| یمن                    | ۲۱٬۲۰۱                           | ۱۹٫۰۶                                          | ۸۹۹                                                               | ۴۹٫۲۱                                          | ۲٬۳۲۱                                                     |
| پاکستان                | ۱۴۲٬۶۵۹                          | ۱۲۷٫۴۹                                         | ۸۹۴                                                               | ۳۷۲٫۹۶                                         | ۲٬۶۱۴                                                     |
| الجزایر                | ۱۳۲٬۷۱۵                          | ۱۱۶٫۸۳                                         | ۸۸۰                                                               | ۲۰۹٫۴۰                                         | ۱٬۵۷۸                                                     |
| سورینام                | ۲٬۴۳۸                            | ۲٫۱۴                                           | ۸۷۸                                                               | ۳٫۷۶                                           | ۱٬۵۴۳                                                     |
| عمان                   | ۴۱٬۳۷۸                           | ۳۵٫۷۳                                          | ۸۶۳                                                               | ۵۶٫۴۴                                          | ۱٬۳۶۴                                                     |
| مالزی                  | ۱۸۷٬۸۶۵                          | ۱۵۶٫۸۶                                         | ۸۳۵                                                               | ۳۲۸٫۹۷                                         | ۱٬۷۵۱                                                     |
| لیبریا                 | ۷۸۵                              | ۰٫۶۱                                           | ۷۸۰                                                               | ۱٫۱۹                                           | ۱٬۵۲۰                                                     |
| تایلند                 | ۲۷۲٬۵۲۱                          | ۲۰۶٫۹۹                                         | ۷۶۰                                                               | ۴۸۳٫۵۶                                         | ۱٬۷۷۴                                                     |
| بحرین                  | ۲۱٬۲۹۲                           | ۱۵٫۸۵                                          | ۷۴۴                                                               | ۲۲٫۴۱                                          | ۱٬۰۵۳                                                     |
| اردن                   | ۲۰٬۷۲۴                           | ۱۴٫۸۴                                          | ۷۱۶                                                               | ۲۶٫۲۵                                          | ۱٬۲۶۶                                                     |
| بلغارستان              | ۴۸٬۰۸۵                           | ۳۱٫۶۹                                          | ۶۵۹                                                               | ۷۹٫۲۴                                          | ۱٬۶۴۸                                                     |
| مصر                    | ۱۶۶٬۸۰۰                          | ۱۰۷٫۳۸                                         | ۶۴۴                                                               | ۳۶۷٫۶۴                                         | ۲٬۲۰۴                                                     |
| روسیه                  | ۱٬۵۶۴٬۶۶۹                        | ۹۸۹٫۴۳                                         | ۶۳۲                                                               | ۱٬۸۸۷٫۶۱                                       | ۱٬۲۰۶                                                     |
| آفریقای جنوبی          | ۴۱۴٬۶۴۹                          | ۲۵۷٫۸۹                                         | ۶۲۲                                                               | ۴۳۳٫۵۱                                         | ۱٬۰۴۵                                                     |
| صربستان و مونته‌نگرو    | ۵۳٬۲۶۶                           | ۳۲٫۳۰                                          | ۶۰۶                                                               | ۷۲٫۹۳                                          | ۱٬۳۶۹                                                     |
| گویان                  | ۱٬۵۰۷                            | ۰٫۹۱                                           | ۶۰۶                                                               | ۲٫۷۰                                           | ۱٬۷۹۲                                                     |
| جمهوری آذربایجان       | ۳۵٬۰۵۰                           | ۲۱٫۰۳                                          | ۶۰۰                                                               | ۵۱٫۷۱                                          | ۱٬۴۷۵                                                     |
| مقدونیه شمالی          | ۱۰٬۸۷۵                           | ۶٫۳۸                                           | ۵۸۷                                                               | ۱۶٫۱۴                                          | ۱٬۴۸۴                                                     |
| هند                    | ۱٬۵۱۰٬۳۵۱                        | ۸۷۴٫۷۷                                         | ۵۷۹                                                               | ۲٬۶۷۲٫۶۶                                       | ۱٬۷۷۰                                                     |
| ترینیداد و توباگو      | ۳۳٬۶۰۱                           | ۱۹٫۳۸                                          | ۵۷۷                                                               | ۲۳٫۶۲                                          | ۷۰۳                                                       |
| ویتنام                 | ۱۰۶٬۱۳۲                          | ۶۰٫۹۳                                          | ۵۷۴                                                               | ۱۹۸٫۹۴                                         | ۱٬۸۷۴                                                     |
| بلاروس                 | ۶۸٬۸۴۹                           | ۳۶٫۹۶                                          | ۵۳۷                                                               | ۹۴٫۸۰                                          | ۱٬۳۷۷                                                     |
| عراق                   | ۹۲٬۵۷۲                           | ۴۹٫۲۷                                          | ۵۳۲                                                               | ۹۰٫۵۱                                          | ۹۷۸                                                       |
| قرقیزستان              | ۵٬۵۶۶                            | ۲٫۸۴                                           | ۵۱۰                                                               | ۹٫۴۵                                           | ۱٬۶۹۸                                                     |
| زیمبابوه               | ۱۱٬۰۸۱                           | ۵٫۶۰                                           | ۵۰۵                                                               | ۲٫۲۹                                           | ۲۰۷                                                       |
| سوریه                  | ۶۸٬۴۶۰                           | ۳۳٫۵۱                                          | ۴۸۹                                                               | ۸۲٫۰۹                                          | ۱٬۱۹۹                                                     |
| ترکمنستان              | ۴۴٬۱۰۳                           | ۲۱٫۴۰                                          | ۴۸۵                                                               | ۲۳٫۴۰                                          | ۵۳۱                                                       |
| ایران                  | ۴۶۶٬۹۷۶                          | ۲۲۲٫۱۳                                         | ۴۷۶                                                               | ۶۹۳٫۳۲                                         | ۱٬۴۸۵                                                     |
| بوسنی و هرزگوین        | ۲۷٬۴۳۸                           | ۱۲٫۲۸                                          | ۴۴۷                                                               | ۲۵٫۷۰                                          | ۹۳۷                                                       |
| تاجیکستان              | ۶٬۳۹۱                            | ۲٫۸۱                                           | ۴۴۰                                                               | ۱۰٫۶۹                                          | ۱٬۶۷۲                                                     |
| مولدووا                | ۷٬۸۲۱                            | ۳٫۴۱                                           | ۴۳۶                                                               | ۹٫۱۹                                           | ۱٬۱۷۵                                                     |
| چین                    | ۶٬۱۰۳٬۴۹۳                        | ۲٬۶۵۷٫۸۴                                       | ۴۳۵                                                               | ۶٬۱۲۲٫۲۴                                       | ۱٬۰۰۳                                                     |
| قزاقستان               | ۱۹۳٬۵۰۸                          | ۸۱٫۰۰                                          | ۴۱۹                                                               | ۱۵۰٫۵۶                                         | ۷۷۸                                                       |
| اوکراین                | ۳۱۹٬۱۵۸                          | ۱۰۸٫۰۰                                         | ۳۳۸                                                               | ۲۹۱٫۳۰                                         | ۹۱۳                                                       |
| مغولستان               | ۹٬۴۴۲                            | ۳٫۱۶                                           | ۳۳۴                                                               | ۷٫۴۷                                           | ۷۹۱                                                       |
| ازبکستان               | ۱۱۵٬۶۷۲                          | ۱۷٫۰۳                                          | ۱۴۷                                                               | ۵۷٫۰۹                                          | ۴۹۴                                                       |
|                        |                                  |                                                |                                                                   |                                                |                                                           |